# ミケランジェロ・グリゴレッティ
ミケランジェロ・グリゴレッティ（Michelangelo Grigoletti、1801年8月29日 - 1870年2月11日）はイタリアの画家である。

## 略歴
現在のフリウリ＝ヴェネツィア・ジュリア州のポルデノーネの貧しいに生まれた。ナポレオン戦争の時代を経てポルデノーネがオーストラリアの支配下となった時代に育った。オーストラリア軍兵士として8年間務めた後、1820年にヴェネツィア美術アカデミーに入学した。
美術アカデミーでは新古典派の画家のテオドロ・マッティーニやポリティ(Odorico Politi)の弟子となった。1830年に、アカデミーでの修行が終わると、教会の装飾画の仕事の依頼を受けた。1835年にローマに旅し、16世紀の画家、アンニーバレ・カラッチや、17世紀の画家グイド・レーニ、ドメニキーノ、グエルチーノらの作品を研究した。
同じ頃、ポリティやナターレ・スキアヴォーニ、ルドヴィーコ・リッパリーニとトリエステの教会の装飾画を描いた。
ローマでの修行を終えると、ヴェネツィアに戻り、1838年にヴェネツィアを訪れたオーストリア皇帝フェルディナント1世に拝謁し、皇帝から作品を注文された。完成した作品は王室のコレクションに加えられ、 グリゴレッティの評価を高め、ウィーン美術アカデミーの会員に選ばれた。ウィーンに旅し、オーストリアの画家、フェルディナント・ゲオルク・ヴァルトミュラーやフリードリヒ・フォン・アマーリングと知り合った。1850年にヴェネツィア美術アカデミーの教授に選ばれ、没するまでその仕事をした。教えた学生にはチェーザレ・デラクア、トランクイッロ・クレモナ、ジャコモ・ファヴレット、フェデリコ・ザンドメーネギらがいる。

## 作品

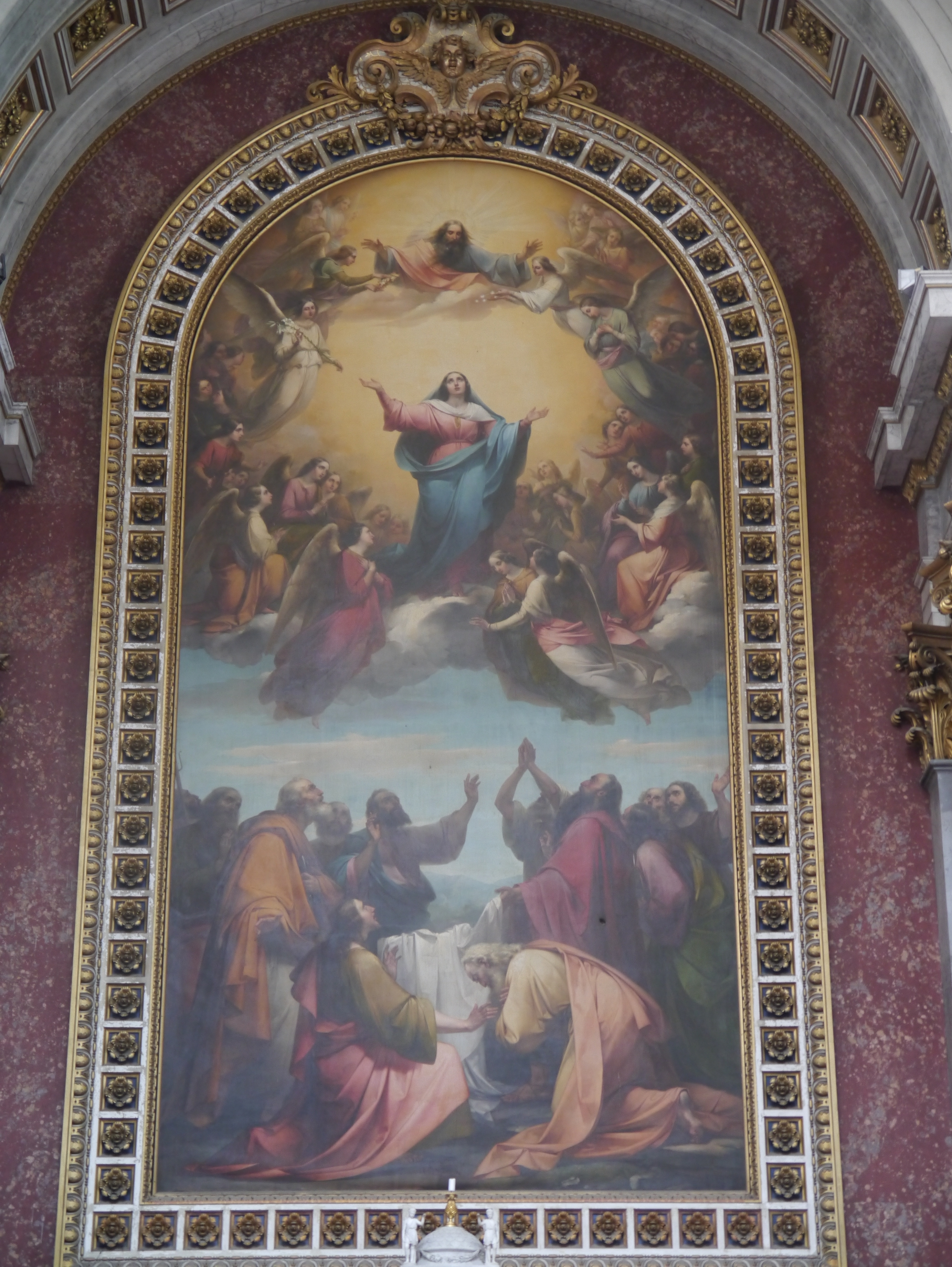
ハンガリー、エステルゴムの教会の祭壇画
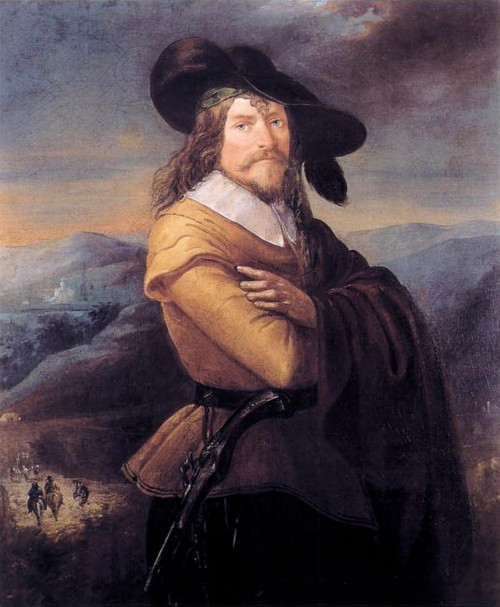
Nibbio、アレッサンドロ・マンゾーニの小説の登場人物
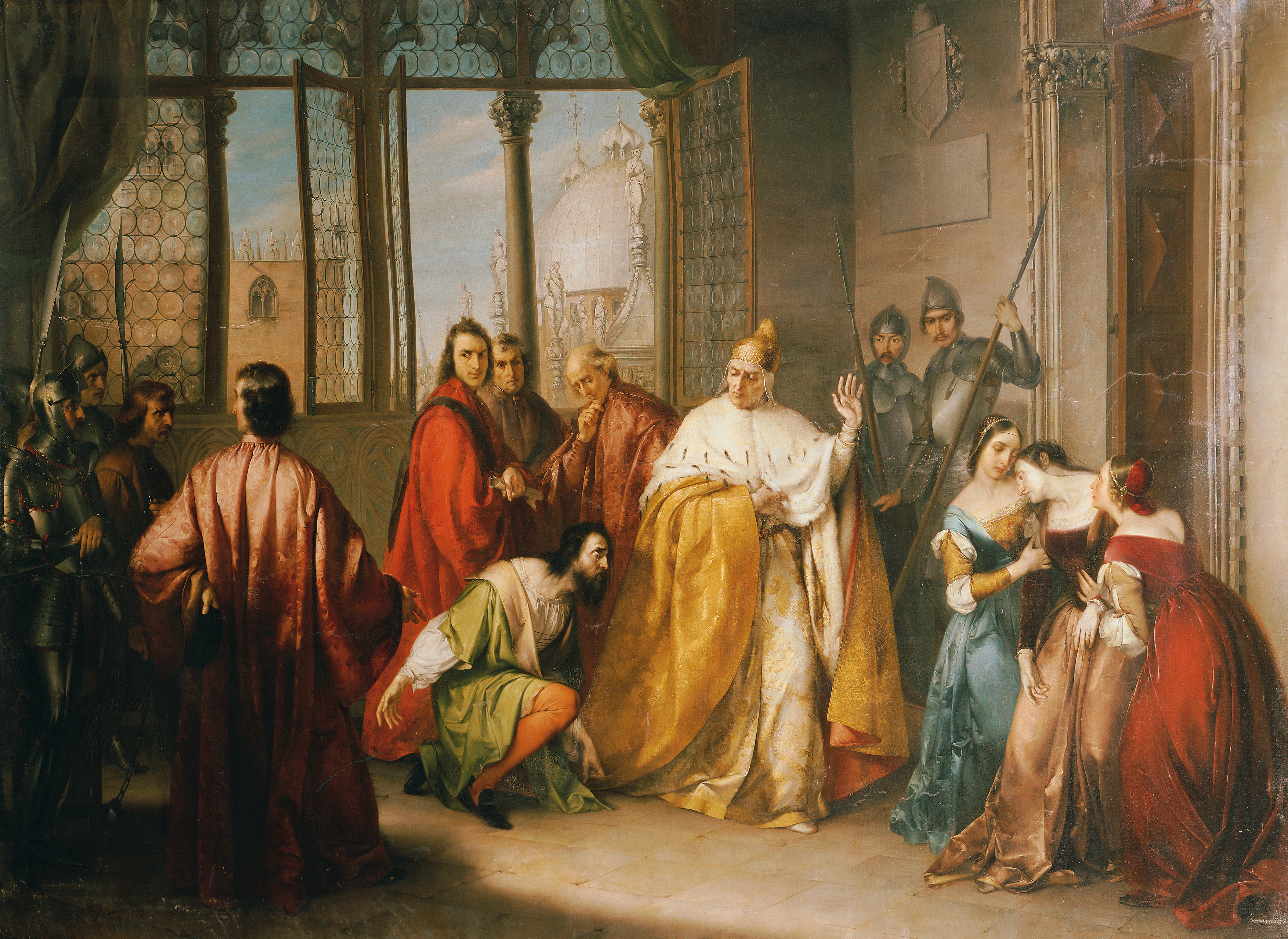
息子を流刑にするフランチェスコ・フォスカリ